# Мисс Плохое поведение
«Мисс Плохое поведение» (англ. Misbehaviour) — британский комедийно-драматический фильм 2020 года, снятый Филиппой Лоуторп по сценарию Гэби Чьяппе и Реббеки Фрайн. В главных ролях: Кира Найтли, Гугу Мбата-Роу, Джесси Бакли, Кили Хоус, Филлис Логан, Лесли Мэнвилл, Рис Иванс и Грег Киннир.

## Сюжет
Англия, 1970-е годы, эпоха сексуальной революции. 
На лондонский подиум выходят топ-модели со всего света, проходит конкурс Мисс мира. И тут в сияющий огнями Альберт-холл врывается группа девушек, с лозунгами об "освобождении женщин"...

## В ролях
- Кира Найтли — Салли Александр
- Гугу Мбата-Роу — Дженнифер Хостен, мисс Гренада
- Джесси Бакли — Джо Робинсон
- Лесли Мэнвилл — Долорес Хоуп
- Грег Киннир — Боб Хоуп
- Кили Хоус — Джулия Морли
- Рис Иванс — Эрик Морли
- Филлис Логан — Эвелин Александр
- Джон Сэквилл — Робин Дэй
- Сьюки Уотерхаус — Сандра Вольсфельд
- Клара Росагер — Марджори Йоханссон
- Лорис Харрисон — Перл Дженсен
- Эмма Коррин — Джиллиан Джессап
- Коллет Коллинс — Дженнифер Вонг
- Эмили Теббат — Ивонн Ормс
- Мисато Омори — Хисайо Накамура
- Моника Саруп — Хизер Фавилль
- Делли Аллен — Джорджина Ризк
- Таина Хайнс — Сония Герра
- Эмма Д’Арси — Хейзел

## Производство
В ноябре 2018 года Лесли Мэнвилл, Грег Киннир, Кили Хоус и Филлис Логан присоединились к актёрскому составу фильма.

### Съёмки
Съёмочный период начался в ноябре 2018 года. Съёмки в районе Крофтон Парка юго-восточного Лондона проходили в начале января 2019 года.

## Оценки
На сайте-агрегаторе Rotten Tomatoes фильм имеет рейтинг одобрения 84 % на основе 80 рецензий критиков со средней оценкой 6,60 из 10.
На сайте Metacritic рейтинг фильма составляет 62 % на основе 15 рецензий, что указывает на «в целом положительные отзывы».